# Список лордов и графов Ганау
Ханау — город в Германии, а Лиштенберг — деревня в Эльзасе, ныне Франция. Список лордов и графов Ганау охватывает лордов, а позднее графов, которые правили этой территорией с 14 по 18 века (см. также Замок Лихтенберг).

## Лорды Ганау (1243–1429)
- 1243–1281 Рейнхард I[англ.]

- 1281–1305/06 Ульрих I[англ.]

- 1305/06–1346 Ульрих II[англ.]

- 1346–1369/70 Ульрих III[англ.]

- 1369/70–1380 Ульрих IV[англ.]

- 1380–1404 Ульрих V[англ.]

- 1404–1429 Рейнхард II

В 1429 году Рейнхард II был повышен до имперского графа

## Графы Ганау (1429–1458)
- 1429–1451 Рейнхард II

- 1451–1452 Рейнхард III

- 1452–1458 Филипп I, также известный как «Филипп Младший»

В 1458 году графство было разделено на две части, позже названные Ганау-Мюнценберг и Ганау-Лихтенберг.

## Графы Ханау-Мюнценберг (1458–1736)
- 1458–1500 Филипп I Также известный как «Филипп Младший»

- 1500–1512 Рейнхард IV

- 1512–1529 Филипп II

- 1529–1561 Филипп III

- 1561–1580 Филипп Людвиг I

- 1580–1612 Филипп Людвиг II

- 1612–1 638 Филипп Мориц

- 1638–1641 Филипп Людвиг III

- 1641–1642 Иоганн Эрнст

- 1642–1680 Фридрих Казимир     Также граф Ганау-Лихтенберг

- 1680–1712 Филипп Рейнхард

- 1712–1736 Иоганн Рейнхард III Также граф Ганау-Лихтенберг

В 1736 земли графства Ганау-Мюнценберг отошли ландграфству Гессен-Кассель.

## Графы Ганау-Лихтенберг (1458–1736)
- 1458–1480 Филипп I Также известный как «Филипп Старший»

- 1480–1504 Филипп II

- 1504–1538 Филипп III

- 1539–1590 Филипп IV

- 1590–1599 Филипп V

- 1599–1625 Иоганн Рейнхард I

- 1625 –1641 Филипп Вольфганг

- 1641–1680 Фридрих Казимир    Также граф Ганау-Мюнценберг

- 1680–1736 Иоганн Рейнхард III Также граф Ганау-Мюнценберг

В 1736 году земли графства Ганау-Лихтенберг отошли ландграфству Гессен-Дармштадт.